# Fritz Achterberg

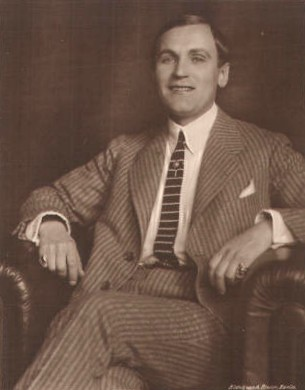
Fritz Achterberg auf einer Fotografie von Alexander Binder

Fritz Karl Walther Achterberg (* 2. November 1880 in Berlin; † 12. Oktober 1971 in Weimar) war ein deutscher Theater- und Stummfilmschauspieler.

## Leben
Fritz Achterberg wurde von Paul Pauli für die Bühne entdeckt und debütierte 1898 am Belle-Alliance-Theater in Berlin in der Rolle des Adjutanten in Christian Dietrich Grabbes Napoleon oder Die hundert Tage. Neben Pauli gehörte auch Conrad L’Allemand zu Achterbergs Lehrern. Nach weiteren Bühnenstationen kehrte er über Hamburg 1910 wieder nach Berlin zurück und spielte unter anderem am Schillertheater, Kleinen Theater und Lessingtheater.
Im Jahr 1912 begann er eine Karriere als Stummfilmdarsteller. Achterberg verkörperte zunächst jugendliche Helden, in den 1920er-Jahren jedoch meist edle, galante Männer. Im Jahr 1923 zog er sich vom Film zurück und war dann vier Jahre am Theater Braunschweig tätig. Von 1932 bis 1944 gehörte er im Fach Charakterheld dem Theater Weimar an. In Weimar verbrachte er in der Nachkriegszeit seinen Lebensabend.

## Filmografie
- 1912: Der Strohwitwer
- 1915: Das Geheimnis einer Nacht
- 1915: Ein unbeschriebenes Blatt
- 1915: Jahreszeiten des Lebens
- 1916: Der Ring des Schicksals
- 1916: Tote Gedanken
- 1916: Wir haben’s geschafft
- 1916: Die silberne Kugel
- 1916: Der gepumpte Papa
- 1916: Heidenröschen
- 1916: Der Posaunenengel
- 1916: Das Riesenbaby
- 1916: Die Gräfin Heyers
- 1916: Dressur zur Ehe
- 1917: Das zweite Ich
- 1917: Der Jubiläumspreis
- 1917: Der Mann im Havelock
- 1917: Die Nottrauung
- 1917: Die Nichte aus Amerika
- 1917: Die Memoiren der Tragödin Thamar
- 1917: Rauschende Akkorde
- 1917: Seltsame Menschen
- 1917: Der falsche Waldemar
- 1918: Die sterbenden Perlen
- 1918: Der Herr der Welt
- 1918: Der Wüstendiamant
- 1918: Das Lied der Colombine
- 1918: Das Schwabemädle
- 1919: Augen
- 1919: Das Geheimnis einer Nacht
- 1919: Gepeitscht
- 1919: Das Recht der freien Liebe
- 1919: Bettler GmbH
- 1920: Der Ruf aus dem Jenseits
- 1920: Das mysteriöse Bett
- 1920: Hamlet
- 1920: Anna Karenina
- 1920: Wenn Colombine winkt
- 1920: Der Henker
- 1922: Der falsche Dimitry
- 1923: Maud, die große Sensation
- 1923: Der Puppenmacher von Kiang-Ning